# Cadratin
Le cadratin, en typographie, est une unité de mesure de longueur des espaces. Sa traduction anglaise em (de la lettre M) est utilisée comme symbole de l'unité.
Cadratin vient du latin quadratus, qui signifie « carré ».
- Le cadratin, de forme cubique, est un signe distinctif de l'alinéa qui commence.
- Le demi-cadratin est employé surtout dans les alignements de chiffres ou pour espacer les points de conduite.
- Les cadrats, multiples du cadratin, servent à terminer les lignes de texte incomplètes ou à isoler dans le corps des lignes certains signes et les mots disposés en titre.

## Mesures
Un cadratin est un 

« 1. Cadrat dont l’épaisseur est égale à la force du corps utilisé. En termes moins typographiques : la face supérieure du lingot est carrée. »

— Lacroux, Orthotypographie
Exemple : dans un texte tapé en corps 11, un cadratin mesure 11 points.

« 3. P.A.O. On lit parfois que le cadratin a dans la ligne le même encombrement que le M. C’est inexact. Il suffit de rappeler que, dans le système Monotype, le cadratin avait le même nombre d’unités (18) que les capitales doubles (Æ, Œ, W) et le tiret (—), alors que le M en comptait trois de moins (15). La formule « un cadratin égale la chasse de deux chiffres 0 », souvent proposée dans les manuels de P.A.O., est correcte (0  9 unités). »

— Lacroux, Orthotypographie
Pour tenter de se rendre compte de cette observation, il convient de comparer les affichages qui suivent.

M

W

—

00
« M » apparaît occuper moins d'espace que « W », « — » et « 00 », ces trois derniers groupes de caractères occupant quant à eux un cadratin. « M » équivaut en fait à un cadratin lorsque l'on compte aussi son approche. 

## Équivalences et sous-multiples
Avant l'ère de l'informatique, on utilisait également des sous-multiples faibles du cadratin :
- Le cadratin ( ) ou em (&#8195;) ou (&#x2003;)
  - Le tiret long ou tiret cadratin (—) (Unicode U+2014, tapez Alt + 0151)
- Le demi-cadratin ( ) ou en (en) (&#8194;) ou (&#x2002;)
  - Le tiret demi-cadratin ou plus simplement tiret (–) est souvent utilisé pour les soustractions (tapez Alt + 0150)
- Le quart de cadratin (pour précéder les points d'interrogation, d'exclamation, point-virgule, etc.)
  - Le tiret court ou trait d'union (-) (Unicode U+2010 ou U+2011)

Aujourd'hui, l'informatique utilise un sous-multiple fort :
- Le centième de cadratin

## Équivalences
- L'espace-mot : entre ⅓ et ¼ du cadratin traditionnel, dans le corps utilisé.